# Sebastes wakiyai
Sebastes wakiyai is een straalvinnige vissensoort uit de familie van schorpioenvissen (Sebastidae). De wetenschappelijke naam van de soort is voor het eerst geldig gepubliceerd in 1934 door Matsubara.